# Poor Old Lu
Poor Old Lu é uma banda de Rock Cristão, surgida na cidade de Vashon, em Washington, no começo dos anos 90. A banda experimentou uma variedade de sons e gêneros, particularmente Grunge, Funk e Rock Psicodélico, sendo uma das bandas pioneiras no que seria chamado de "Rock Alternativo cristão". A banda é formada por Scott Hunter nos vocais, Jesse Sprinkle na bateria, Aaron Sprinkle na guitarra e Nick Barber no baixo. Scott é o principal compositor do grupo, que escreveu em tópicos filosóficos, metafóricos e espiritualmente orientados. Temas comuns nas letras são lutas introspectivas com a identidade e espiritualidade, lutas com uma sociedade moderna e secular, e a esperança para uma vida abundante. A "Encyclopedia of Contemporary Christian Music" diz que a banda é "Uma das mais talentosas e criativas bandas cristãs dos anos 90".
O significado do nome refere-se a um segmento no livro "The Lion, the Witch and the Wardrobe", onde Lucy (Lu), retorna de Narnia e conta ao seu irmão, Peter. Peter não acredita na história dela, porém, ele responde "Poor Old Lu, hiding and nobody noticed".
Enquanto o Poor Old Lu desenvolveu uma sequência extremamente leal, a banda não conseguiu grande popularidade nos conjuntos cristãos, em parte devido ao seu som nervoso e ao seu desafiador conteúdo lírico. A banda adicionava aos seus temas a hipocrisia do Televangelismo, a culpa sexual, vício em drogas, conflitos internos e rebeldia espiritual em suas letras, temas que geralmente são tabu na Música cristã.

## História
Tudo começou quando Scott, Aaron e Nick estavam no colégio. Eles formaram uma banda chamada "Bellbangvilla" e gravaram um álbum chamado In Love With the Greenery, e começaram a fazer shows ao redor de Seattle. Alguns meses depois, Jesse se juntava ao grupo, e a banda muda seu nome para "Poor Old Lu", e a banda grava seu primeiro lançamento com o novo nome, uma fita demo simplesmente chamada de Three Song Demo.
Na primavera de 1992, eles gravam seu primeiro álbum, Star-Studded Super Step em três dias em uma sala vazia de uma igreja. Depois de se gradurarem, a banda fez mais shows para audiências ainda maiores e foram amplamente elogiados por serem tão jovens, tão originais e com uma boa mensagem.
O pai de Jesse e Aaron entregou uma demo do Poor Old Lu para o guitarrista Randy Stonehill, que por sua vez, entregou para Terry Taylor, que entregou a fita para a gravadora Frontline/Alarma Records. No verão de 1993, a banda grava e lança seu primeiro álbum professionalmente, Mindsize, produzido por Terry Taylor e Derri Daugherty. Graças a esse álbum, o Poor Old Lu alcança o sucesso.
No verão do ano seguinte, a banda recruta o produtor/engenheiro de som John Goodmanson para criar um som mais rasgado com temáticas mais agressivas. E assim, foi lançado o álbum Sin, que foi gravado e lançado com críticas ferrenhas.
No fim da primavera de 1995, o Poor Old Lu grava seu primeiro EP chamado Straight Six, com um som único e rasgado (que conta com a participação de Jeremy Enigk do Sunny Day Real Estate em uma das faixas). No começo da primavera de 1996, a banda grava A Picture of the Eighth Wonder, onde a banda impressionou com seu som mais obscuro. No fim de 1996 a banda decide encerrar as atividades, tocando seu último concerto em Seattle, Washington em Novembro de 1996. Esse concerto foi gravado e eventualmente lançado em CD dois anos depois sobre o título In Their Final Performance.
Em 2002, a banda se reúne de novo e grava seu último álbum The Waiting Room, e o lança pela gravadora Tooth & Nail Records. Em suporte ao lançamento, a banda se reúne para uma série de shows, tocando em casas de shows selecionadas ao redor de Seattle, assim como em alguns festivais cristãos como o Cornerstone, TomFest e o Purple Door. Ainda não há planos da banda se reúnir novamente.

## Atividades Após o Poor Old Lu
Depois da banda se separar pela primeira vez, em 1996, seus integrantes decidiram participar de projetos independentes. Em 1997 Nick Barber se juntou a Aaron Sprinkle para completar a formação do grupo Rose Blossom Punch. O grupo, que teve pouca duração, teve como integrantes Paul Mumaw e Terry Coggins. Nick Barber também tocou nas bandas Blue Collar Love e Meekin Pop. Depois do Rose Blossom Punch ter lançado um álbum (Ephemere, em 1997) e um EP (Sorry to Dissapoint You, em 2000), a banda se separa, e Aaron Sprinkle parte para carreira solo, aonde ele lançou 6 álbuns em 1999 até 2004.
Em 2005 Aaron Sprinkle forma a banda Fair, com seu companheiro Nick Barber, Joey Sanchez e Erik Newbill. Fair lançou seu primeiro álbum The Best Worst-Case Scenario pela gravadora Tooth & Nail em Junho de 2006. Hoje, Aaron produz álbuns em seu estúdio Compound Recording Studios em Seattle.
O irmão de Aaron, Jesse Sprinkle, se mudou para New York e lá, lançou vários álbuns sobre vários nomes diferentes, dentre eles, "Sunsites" e "The World Inside". Ele construiu o estúdio de gravação The Illuminata em Dansville, New York. O estúdio ficou aberto até o começo de 2006, onde fechou as portas. Jesse continua a tocar em uma variedade grande de bandas como o Morella's Forest, Serene, Dead Poetic e no Demon Hunter. Além de continuar a gravar suas próprias músicas.
Em Dezembro de 2006, foi anunciado no site oficial do Poor Old Lu que o vocalista Scott Hunter estava formando uma nova banda chamada "This Diminishing West". A nova banda prometeu seu primeiro álbum para lançamento no começo de 2007, porém, a banda parecia nunca sair do lugar. Em Setembro de 2007, Scott Hunter informou aos fãs através do site oficial que o "This Diminishing West" havia encerrado as atividades.

## Integrantes
- Scott Hunter - Vocais
- Aaron Sprinkle - Guitarra, vocais
- Nick Barber - Baixo, vocais
- Jesse Sprinkle - Bateria, percussão, vocais

## Discografia

### Demos
- In Love With the Greenery (Com o nome Bellbangvilla) (1990, lançado pela própria banda)
- Three-Song Demo (1991, lançado pela própria banda)

### Álbuns de estúdio
- Star-Studded Super Step (1992, lançado pela própria banda(Cassette)/1995, lançado pela própria banda (CD duplo)/1998, KMG Records (CD), Reviews: The Phantom Tollbooth)
- Mindsize (1993, Alarma Records, Review: Jesus Freak Hideout[2])
- Sin (1994, Alarma Records, Reviews: Jesus Freak Hideout, Cross Rhythms[3])
- A Picture of the Eighth Wonder (1996, Alarma Records, Reviews: Jesus Freak Hideout, Cross Rhythms[4])
- The Waiting Room (2002, Tooth & Nail Records)

### Coletâneas
- Chrono (1993-1998) (1998, KMG Records, Reviews: The Phantom Tollbooth, HM Magazine[7])
- Mindsize/Sin (2000, KMG Records - "Classic Archives")

### Álbuns ao Vivo
- In Their Final Performance (1998, KMG Records, Reviews: HM Magazine[8])

### Singles/EP's
- Split 7" with Mortal (1993, Intense Records)
- Straight Six (1995, Alarma Records, Review: Cross Rhythms[9])

### Vídeos
- Sit and Stare VHS (1995, Alarma Records)

### Aparições em Coletâneas
- Browbeat: Unplugged Alternative -  "Drenched Decent" (1995, Alarma Records)
- CHR Sampler 95 - Spring Tunes - "Ring True" (promo 1995, Frontline Records)
- Persuading You Near - "Thoughtless (Concept Version)" (1996, Working Man Records)
- Noises From the Top of the Alarma Hotel - "Receive", "Chance for the Chancers" (promo 1996, Alarma Records)
- Sparkler vol. 1  - "It's Simple to Me" (1997, Spark Recordings)
- Happy Christmas vol. 3 - "What Child Is This?" (2001, BEC Recordings)